# Google Play Books
Google Play Books es una aplicación desarrollada por Google en diciembre de 2010, que permite leer libros electrónicos o los también llamados "ebooks".

## Historia
En febrero de 2011, Google comenzó a ofrecer libros electrónicos para ser adquiridos y descargados desde el Android Market (ahora Google Play), y lanzó la aplicación Google Books para poder leerlos en cualquier dispositivo con sistema operativo Android.
En septiembre de 2012, se añadieron diferentes características como resaltar texto con diferentes colores, añadir notas, traducir texto, seleccionar texto para consultar su definición en Internet, y un modo de visualización en color sepia.
En mayo de 2013, Google Play Books, que hasta el momento solo permitía leer libros adquiridos desde Google Play, fue actualizado, añadiendo la posibilidad de agregar libros en formato EPUB y PDF adquiridos por separado, utilizando  Google Drive como almacenamiento de los libros en la nube.
En agosto de 2013 se actualizó la aplicación mejorando la estabilidad, cambiando aspectos en la interfaz, y añadiendo al catálogo libros de texto escolares que pueden ser adquiridos o rentados por un periodo de seis meses.

## Disponibilidad
Google amplio la disponibilidad de Google Play en más países de todo el mundo. Actualmente, se puede encontrar el contenido digital y las aplicaciones pagadas de Google Play en las ubicaciones que se indican a continuación. Alemania, Arabia Saudita, Argentina, Australia, Austria, Baréin, Bélgica, Bielorrusia, Bolivia, Brasil, Canadá, Chile, Colombia, Corea del Sur, Costa Rica, Dinamarca, Ecuador, Egipto, El Salvador, Emiratos Árabes Unidos, Eslovaquia, España, Estados Unidos, Estonia, Filipinas, Finlandia, Francia, Grecia, Guatemala, Honduras, Hong Kong, Hungría, India, Indonesia, Irlanda, Italia, Japón, Jordania, Kazajistán, Kirguistán, Kuwait, Letonia, Líbano, Lituania, Luxemburgo, Malasia, México, Nicaragua, Noruega, Nueva Zelanda, Omán, Países Bajos, Panamá, Paraguay, Perú, Polonia, Portugal, Catar, Reino Unido, República Checa, República Dominicana, Rumania, Rusia, Singapur, Sudáfrica, Suecia, Suiza, Taiwán, Tailandia, Turquía, Ucrania, Uruguay, Uzbekistán, Venezuela y Vietnam.